# الرومانية الكاثوليكية في قطر
تُعتبرُ الكنيسة الكاثوليكية في قطر جزء من الكنائس الكاثوليكية في مختلف أنحاء العالم وذلكَ تحت القيادة الروحية من البابا في روما.

## التاريخ

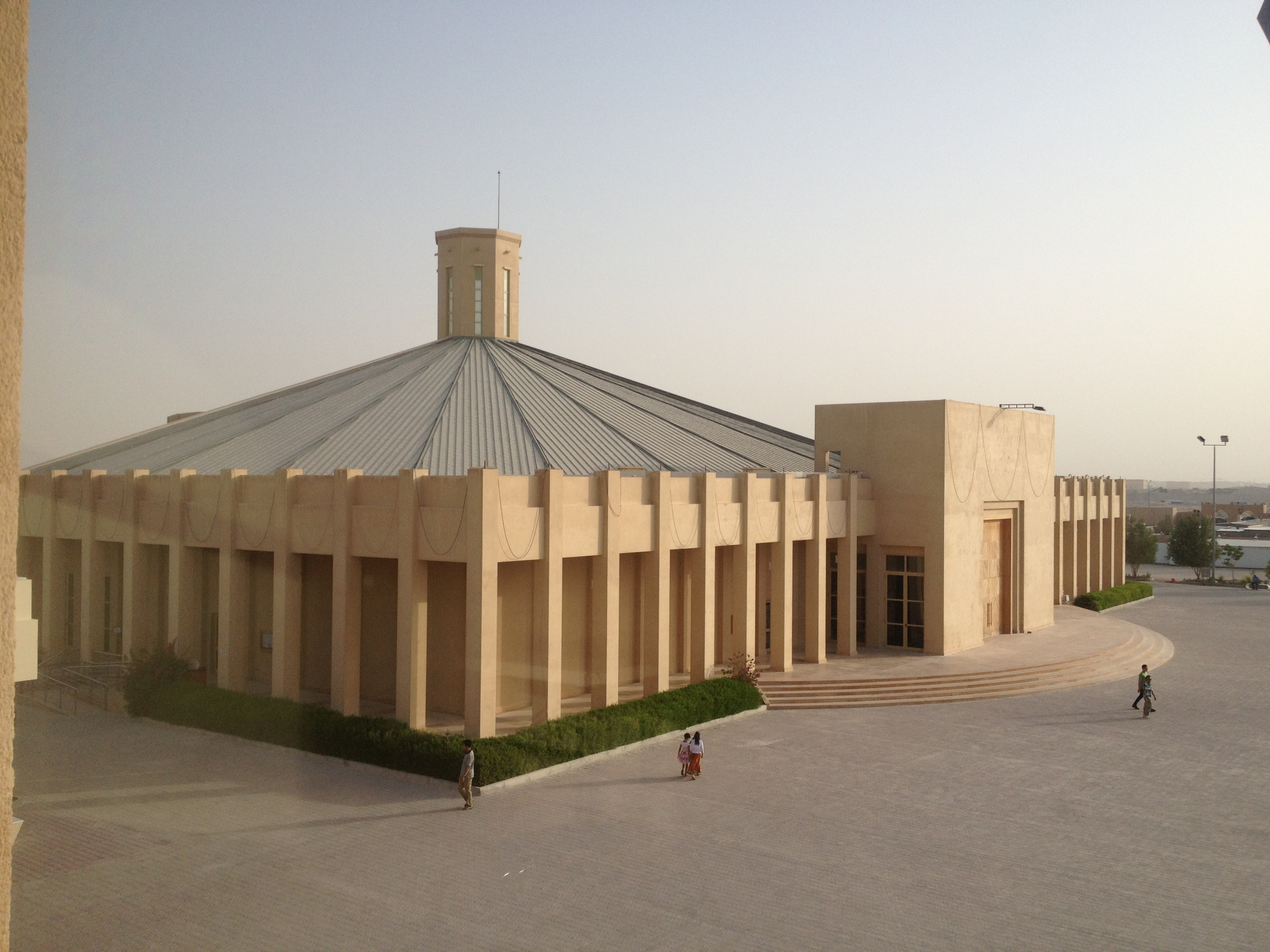
كنيسة سيدة الوردية في الدوحة.

حسبَ إحصائيات عام 2014 فهناك حوالي 200.000 من الكاثوليك في قطر،  معظمهم من العمالة الوافدة من الفلبين، لبنان، الهند، أمريكا الجنوبية والمملكة المتحدة. تُشكّلُ قطر جزءا من النيابة الرسولية لشمال شبه الجزيرة العربية وتعتبر كنيسة سيدة الوردية أول كنيسة كاثوليكية في قطر حيثُ تمّ تشييدها في العاصمة الدوحة يوم 14 مارس 2008. كلّفت الكنيسة حوالي 15 مليون دولار في بنائها وقد حصلت قطر على تبرعات من الكاثوليك في جميع أنحاء شبه الجزيرة العربية.